# Sabal palmetto
La palma de abanico o palmito de tierra firme (Sabal palmetto) es una especie de planta con flor, de las 15 especies de arecáceas del género Sabal. 

## Descripción
Alcanza 20 m de altura, y un tronco de 6 dm de diámetro. Es una palmera en hélice (Arecaceae tribu Corypheae), con hojas con pecíolo desnudo, terminando en un conjunto de numerosos foliolos. Cada hoja de 1,5-2 m de largo, con 40-60 foliolos de 8 dm de largo. Flores amarillas blancas, de 5 mm, en largas panículas compuestas de 25 dm de largo, extendiéndose debajo de las hojas. Fruto drupa negra de 1 cm de largo con una sola semilla. Es extremadamente tolerante a la sal, creciendo cerca de la costa del océano Atlántico, y también tolerante al frío, sobreviviendo cortos periodos de temperaturas de -14 °C.

## Distribución y hábitat

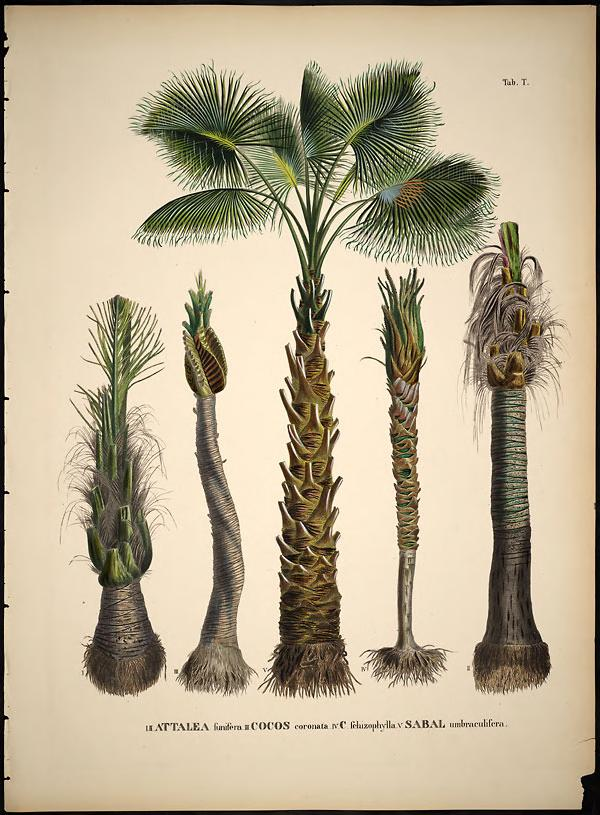
Ilustraciones realizadas entre 1823 y 1850

Es nativa principalmente de República Dominicana (de la cual es originaria y es donde se encuentra la mayor población), en la isla de Cuba, Bahamas y EE. UU.. En EE. UU. se halla de Florida y costas de Georgia, Carolina del Sur, Carolina del Norte. Aunque históricamente registrada en cabo Hatteras, Carolina del Norte, esa subpoblación se extinguió. Es el árbol estatal de Carolina del Sur y de Florida.

## Cultivo y usos
Sabal palmetto es popular en cultivo por su extrema tolerancia al spray de sal y al frío. Es el árbol estadual de Carolina del Sur y de Florida. 

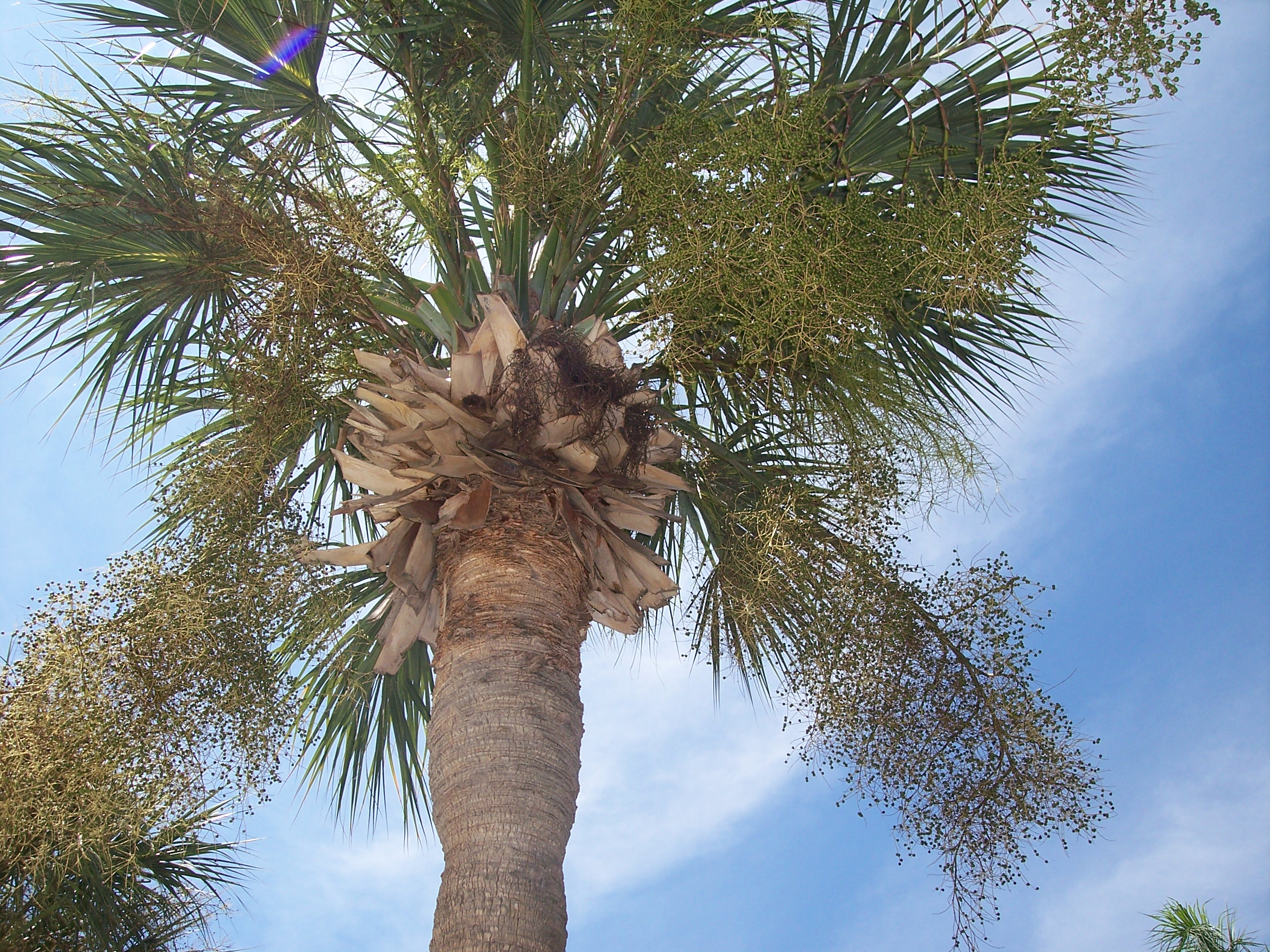
Panículas fructíferas.

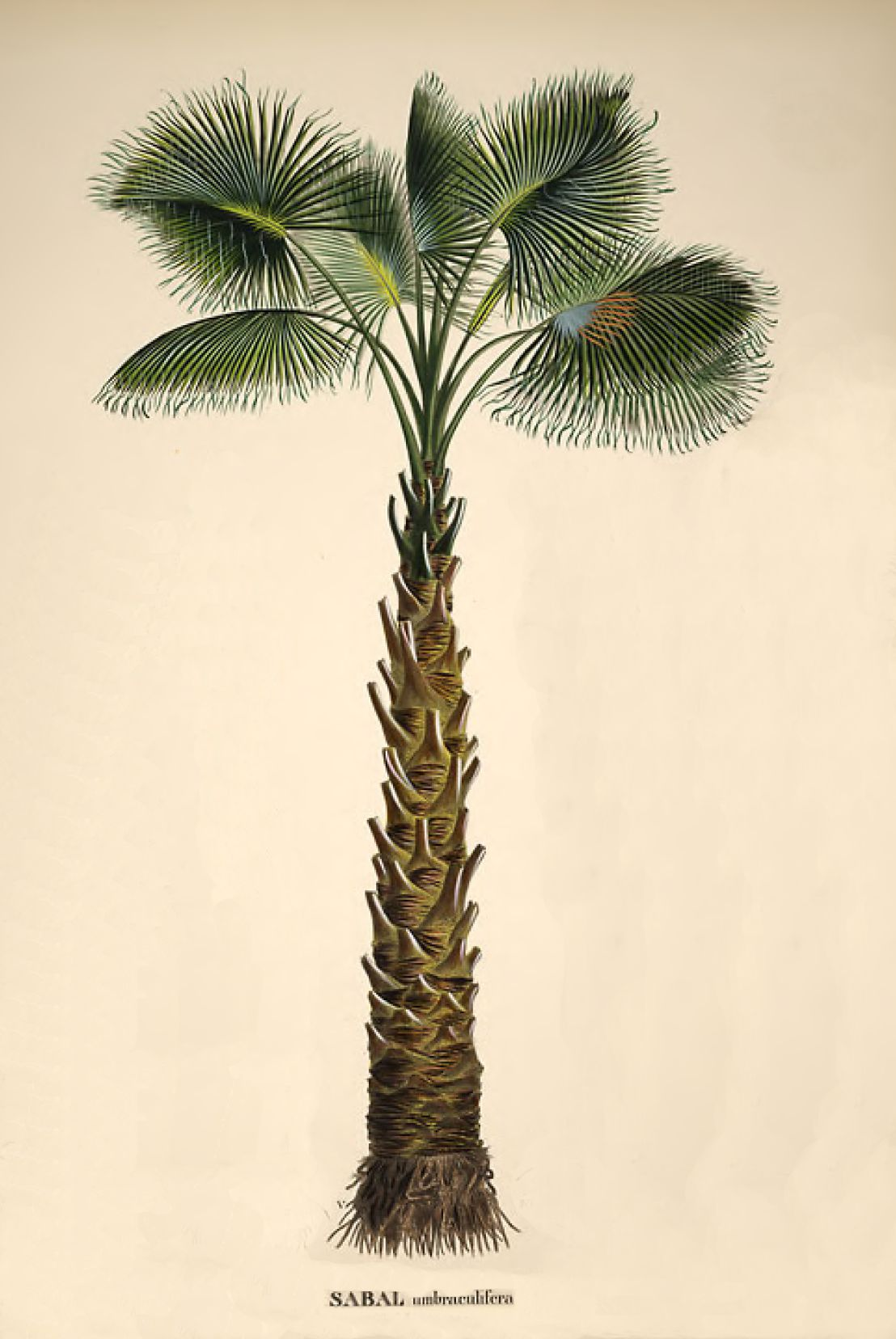
Ilustración

## Taxonomía
Sabal palmetto fue descrita por  (Walt.) Lodd. y publicado en Systema Vegetabilium 7(2): 1487. 1830.
Etimología
Sabal: nombre genérico de origen desconocido, quizás basado en un nombre vernáculo.
palmetto: epíteto
Sinonimia
- Corypha palmetto Walter (1788). basónimo
- Chamaerops palmetto (Walter) Michx. (1803).
- Inodes palmetto (Walter) O.F.Cook (1901).
- Corypha umbraculifera Jacq. (1800), nom. illeg.
- Sabal blackburnia Glazebr. (1829), nom. provis.
- Sabal blackburniana Schult. & Schult.f. (1830), provisional synonym.
- Sabal umbraculifera Mart. (1838), provisional synonym.
- Inodes blackburniana (Schult. & Schult.f.) O.F.Cook (1901).
- Inodes schwarzii O.F.Cook (1901).
- Sabal parviflora Becc. (1908).
- Sabal schwarzii (O.F.Cook) Becc. (1908).
- Sabal jamesiana Small (1927).
- Sabal bahamensis (Becc.) L.H.Bailey (1944).
- Sabal viatoris L.H.Bailey (1944).[6][7]